# Miles Copeland III
Miles Axe Copeland III (* 2. května 1944 Londýn) je americký manažer.

## Život
Narodil se v Londýně jako syn důstojníka CIA Milese Copelanda a jeho manželky, archeoložky a tajné agentky Lorraine Copeland. Jeho mladšími bratry jsou koncertní promotér Ian Copeland a hudebník Stewart Copeland. Jeho otec zadal po jeho narození špatné datum a v jeho pasu je tak 2. duben, nikoliv květen. Přestože se narodil v Anglii, dětství strávil v různých arabských zemích a studoval v USA. Své první větší úspěchy zaznamenal jako manažer rockové skupiny Wishbone Ash. V roce 1977 založil hudební vydavatelství Illegal Records a poté, co se v roce 1978 stal manažerem skupiny The Police svého bratra Stewarta, založil vydavatelství I.R.S. Records. Je vlastníkem společnosti Copeland International Arts (CIA).